# James Gardner March
James G. March (Cleveland, 15 de gener de 1928 - ?, 27 de setembre de 2018) fou un economista estatunidenc. Des del 1953 ha estat professor a l'Institut de Tecnologia Carnegie de la Universitat de Califòrnia, i professor emèrit a la Universitat Stanford des del 1970. És membre de la National Academy of Science, de l'American Academy of Arts and Sciences, i de la National Academy of Education, i ha estat membre del National Science Board.
És conegut per la seva investigació sobre la presa de decisions a les organitzacions. És força respectat per la seva ampla perspectiva teòrica que combina teories de psicologia i altres ciències conductuals amb l'economia. Col·laborava amb el psicòleg cognitiu Herbert Simon en uns quants treballs sobre teoria de les organitzacions. També és conegut pel seu treball bàsic sobre la perspectiva conductual en la teoria de l'empresa junt amb Richard Cyert (1963). El març de 1972 treballà juntament amb Olsen i Cohen en la perspectiva de presa de decisions sistemàticament anàrquica coneguda com a Model de Galleda de les Escombraries (anglès Garbage Can Model).

## Obres
- An introduction to the theory and measurement of influence (1955)
- Autonomy As a Factor in Group Organization (1980) ISBN 0-405-12980-7
- Ambiguity and Choice in Organizations (1980) ISBN 82-00-01960-8
- Decisions and Organizations (1988) ISBN 0-631-16856-7
- Rediscovering Institutions (1989) ISBN 0-02-920115-2
- A Primer on Decision Making (1994) ISBN 0-02-920035-0
- Democratic Governance (1995) ISBN 0-02-874054-8
- The Pursuit of Organizational Intelligence (1998) ISBN 0-631-21102-0
- On Leadership (2005) ISBN 1-4051-3247-7